# 李铎 (十国)
李铎（？—？），五代十国时南楚大臣。十八学士之一。

## 生平
李铎开始在马殷属下为从事；起家都统判官。927年，武穆王马殷为国王，开府置官属，李铎为司徒。衡阳王马希声即位后，废除建国之制，重新用藩镇的制度，李铎为判官。文昭王馬希範建立天策府，李铎与潘玘、拓跋恒、李宏皋、李庄、徐收、彭继英、廖匡图、徐仲雅、邓懿文、李宏节、曹棁、彭继勋、萧铢、何仲举、孟玄晖、刘昭禹为天策府学士，兼都统判官。